# OmegA
OmegA ou précédemment Next Generation Launch System (en anglais système de lancement de nouvelle génération) était un projet de lanceur conçu par la société aérospatiale américaine Orbital ATK (filiale de Northrop Grumman depuis 2018) pour répondre aux besoins de l'Armée de l'Air américaine. Les deux premiers étages du lanceur utilisent des moteurs à propergol solide dérivés du SRB utilisé par la navette spatiale américaine et également mis en œuvre par le lanceur lourd SLS, l'utilisation d'un premier étage à poudre reprend le concept des projets avortés de lanceur Ares 1 et Liberty. Le lanceur est conçu pour placer dans sa version de base une charge utile en orbite géostationnaire comprise en 4,9 et 10,1 tonnes en fonction du nombre de propulseurs d'appoint utilisé. Le premier vol était prévu en 2021. Le projet est abandonné en septembre 2020 lorsque l'Armée de l'Air américaine décide de ne pas choisir cette fusée pour lancer les futures missions du contrat NSSL.

## Contexte
En février 2015, la société américaine Orbital Sciences Corporation, constructeur de lanceurs et de satellites, fusionne avec Alliant Techsystems le principal spécialiste américain des moteurs-fusées à propergol solide et de missiles balistiques. Ce dernier est le concepteur du Propulseur d'appoint à poudre de la navette spatiale américaine réutilisé par le futur lanceur lourd SLS. La société née de cette fusion, Orbital ATK, lance immédiatement l'étude d'un lanceur de nouvelle génération basé sur l'expertise de Alliant Techsystems dans le domaine du propergol solide. Les travaux sont en partie financés par des contrats de l'Armée de l'Air américaine qui, à la suite du regain de tension entre les États-Unis et la Russie, souhaite disposer de nouveaux lanceur moyen/lourd pour ne plus être dépendante des moteurs russes RD-180 qui propulsent l'Atlas V.

## Développement du lanceur
Entre 2015 et 2017, près de 200 millions US$ en provenance de contrats de l'Armée de l'Air américaine ou autofinancés sont investis dans le développement du nouveau lanceur, en particulier dans la conception d'un segment d'étage à propergol solide baptisé « Common Booster Segment » (CBS). Courant 2017 une usine rénovée située dans l'Utah commence à produire les composants du CBS. L'Armée de l'Air américaine souhaite sélectionner pour la mise en orbite de ses satellites 2 fournisseurs fin 2019 qui devront remplacer les Atlas V et Delta IV. Orbital ATK propose son NGL auquel sont opposées les fusées Vulcan de ULA, Falcon 9 de SpaceX et New Glenn de Blue Origin. Le premier étage du lanceur est testé le 30 mai 2019 et se déroule de manière nominale. Mais deux secondes avant son extinction, des morceaux de sa tuyère sont éjectés. Le test est néanmoins considéré comme concluant. Le deuxième étage est testé avec succès le 27 février 2020

## Abandon
L'Armée de l'Air américaine décide en août 2020 de confier le lancement de ses missions militaires pour la période 2022-2027 aux lanceurs Vulcan de la société ULA (à hauteur de 60%) et Falcon 9/Falcon Heavy de la société SpaceX (à hauteur de 40%). OmegA ainsi que le lanceur New Glenn de Blue Origin  ne sont donc pas retenus. Le lanceur OmegA ayant été entièrement conçu dans l'optique de ce contrat, la société Northrop Grumman annule son développement en septembre 2020. Le lanceur devait être lancé depuis le pas de tir 39B du complexe de lancement 39 (Centre spatial Kennedy) après avoir été assemblé dans la baie numéro deux du VAB. La construction de la tour ombilicale de la plateforme mobile de lancement numéro 3, qui devait être utilisée pour les tirs, est arrêtée à la suite de cette décision.
|                                     |               |         |         |           | Charge utile | Charge utile |                            |
| Lanceur                             | Premier vol   | Masse   | Hauteur | Poussée   | Orbite basse | Orbite GTO   | Autre caractéristique      |
| ----------------------------------- | ------------- | ------- | ------- | --------- | ------------ | ------------ | -------------------------- |
| OmegA (Heavy)                       | 2021 (annulé) |         | 60 m    |           |              | 10,1 t       | Projet abandonné           |
| H3 (24L)                            | 2023          | 609 t   | 63 m    | 9 683 kN  |              | 6,5 t        |                            |
| New Glenn                           | 2025          |         | 82,3 m  | 16 800 kN | 45 t         | 13 t         | Premier étage réutilisable |
| Vulcan (441)                        | 2024          | 566 t   | 57,2 m  | 10 500 kN | 27,5 t       | 13,3 t       |                            |
| Falcon Heavy (sans récupération)    | 2018          | 1 421 t | 70 m    | 22 819 kN | 64 t         | 27 t         | Premier étage réutilisable |
| Space Launch System (Bloc I)        | 2022          | 2 660 t | 98 m    | 39 840 kN | 70 t         |              |                            |
| Ariane 6 (64)                       | 2024          | 860 t   | 63 m    | 10 775 kN | 21,6 t       | 11,5 t       |                            |
| Falcon 9 (bloc 5 sans récupération) | 2018          | 549 t   | 70 m    | 7 607 kN  | 22,8 t       | 8,3 t        | Premier étage réutilisable |
| Longue Marche 5                     | 2016          | 867 t   | 57 m    | 10 460 kN | 23 t         | 13 t         |                            |

## Caractéristiques techniques du lanceur
Les deux premiers étages d'OmegA sont propulsés par des moteurs à propergol solide d'un diamètre de 3,71 mètres proche de celui du propulseur d'appoint à poudre de la navette spatiale américaine. Dans la version de base, OmegA, le lanceur a une masse d'environ 440 tonnes pour une hauteur d'environ 50 mètres. Le premier étage est composé de deux segments CBS tandis que le second étage en comporte un seul. Le segment CBS utilise une enveloppe en composite contrairement à son prédécesseur qui utilisait une enveloppe métallique. Le troisième étage est cryogénique. Le moteur-fusée qui doit le propulser est le RL10C-5-1 d'Aerojet Rocketdyne. La coiffe fournit la même capacité que les lanceurs équivalents avec un diamètre de 5 mètres pour une hauteur de 15 mètres et 20 mètres de haut pour une version plus grande de la coiffe. OmegA est capable de placer de 4,9 à 10,1 tonnes en orbite de transfert géostationnaire, ce qui le range dans la même catégorie que les lanceurs européens Ariane 5 et Ariane 6 et les lanceurs américains Atlas V et Falcon 9. La puissance est modulée par l'ajout de 0 à 6 propulseurs d'appoint GEM-63XL de 56 tonnes capables de fournir une poussée au décollage de 187 tonnes. Une version plus puissante, OmegA Heavy (ex NGL 500XL), caractérisée par un premier étage à 4 segments est prévue.
| Caractéristique                 | Lanceur complet | Propulseurs d'appoint | 1er étage        | 2eétage          | 3eétage                 |
| ------------------------------- | --------------- | --------------------- | ---------------- | ---------------- | ----------------------- |
| Désignation                     |                 | GEM-63XL (0 à 6)      | Castor 600       | Castor 300       | RL10C-5-1               |
| Dimension (longueur × diamètre) | 50 m            | 19,2 × 1,55 m         | 25 x 3,71 m      | 12 x 3,71 m      | 9 × 5,25 m              |
| Masse                           | 450 t           | 50 t (1 ex)           | 272 t            | 136 t            | ?                       |
| Carburant                       |                 | 46 t (1 ex)           | 250 t            | 125 t            | ?                       |
| Poussée maximale                |                 | 187 t.                |                  |                  |                         |
| Impulsion spécifique            |                 | 245 s (sol)           |                  |                  |                         |
| Durée de fonctionnement         |                 | 90 s                  |                  |                  |                         |
| Ergols                          |                 | Propergol solide      | Propergol solide | Propergol solide | Hydrogène Liquide / LOX |